# Jakobe von Baden-Baden

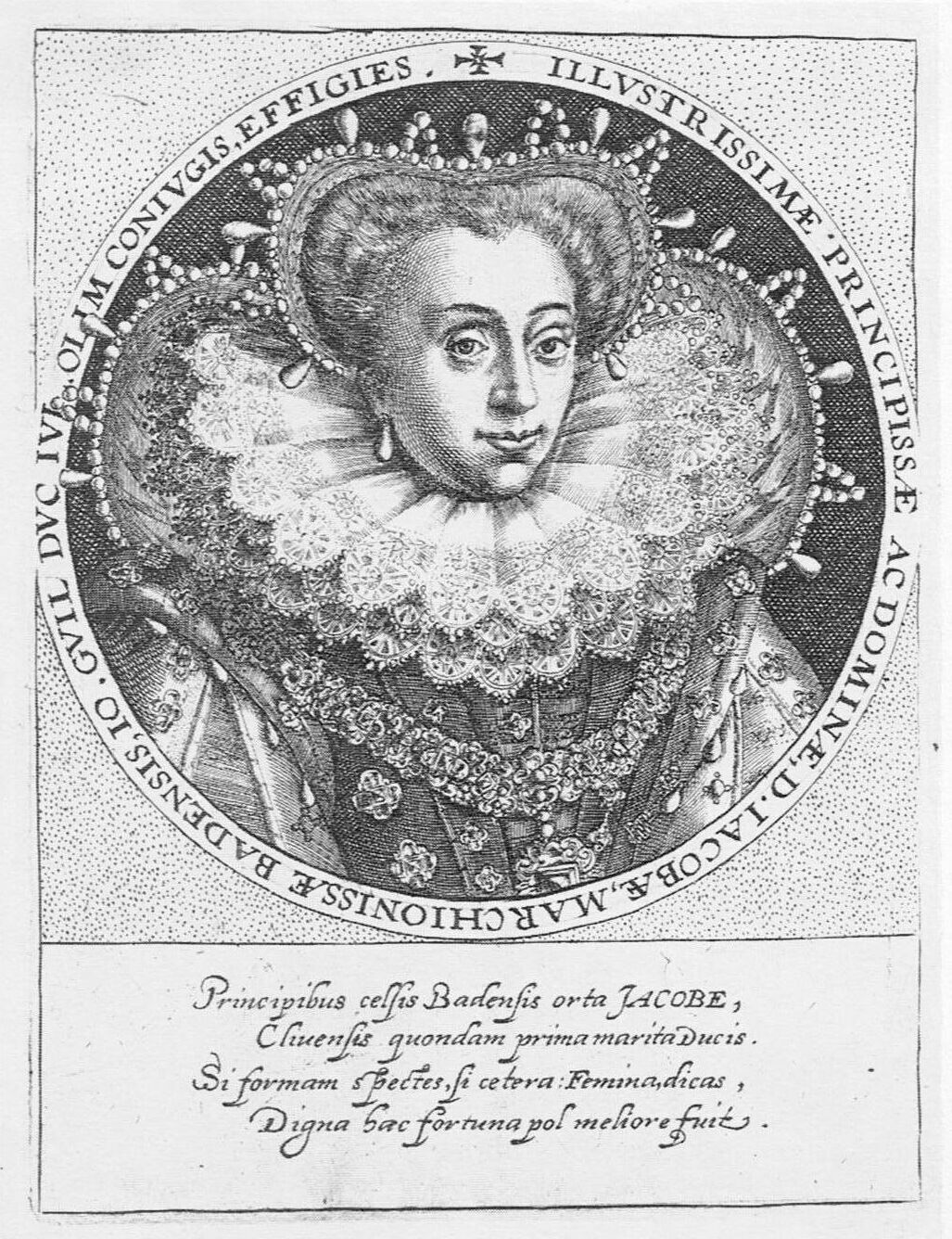
Jakobe von Baden, posthumer Kupferstich um 1600

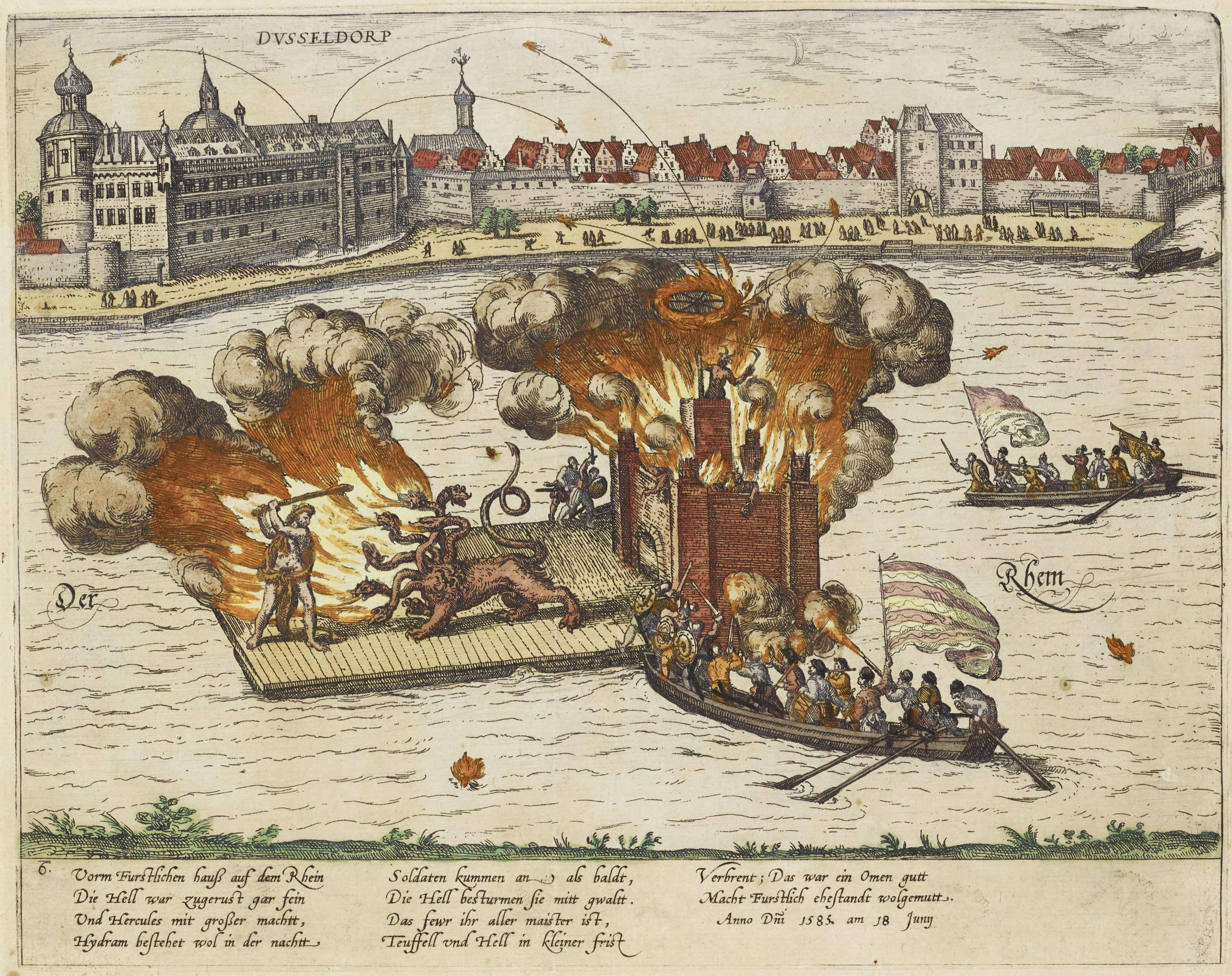
Spektakel auf dem Rhein zur Feier der Hochzeit Jakobes: Die Taten des Herkules mit Feuerwerk, im Hintergrund das Düsseldorfer Schloss, Kupferstich von Frans Hogenberg aus dem erwähnten Prachtband von Diederich Graminäus

Jakobe, Prinzessin von Baden-Baden (* 16. Januar 1558; † 3. September 1597 in Düsseldorf, dort begraben in der Stiftskirche St. Lambertus) war Markgräfin von Baden und durch Heirat mit Johann Wilhelm Herzogin von Jülich-Kleve-Berg. Sie war die Tochter des Markgrafen Philibert von Baden-Baden und der Mechthild von Bayern. Sie starb in Gefangenschaft unter ungeklärten Umständen.

## Leben
Jakobe von Baden verwaiste früh und wuchs am Hof ihres Onkels, des Herzogs Albrecht von Bayern in München auf, wo sie mehrere Verehrer hatte. Um Johann Wilhelm von Jülich-Kleve-Berg, den Sohn des konfessionell schwankenden Wilhelms des Reichen an die katholische Seite zu binden, wurde sie auf Drängen ihres Cousins, des Erzbischofs von Köln Ernst von Bayern, des Kaisers Rudolf II., Philipps II., König von Spanien, sowie des Papstes Gregor XIII. mit dem wenig attraktiven, gesundheitlich und geistig labilen Thronfolger des Tripelherzogtums Jülich-Kleve-Berg verheiratet.
Die prunkvolle Hochzeit am 16. Juni 1585 in dem vom Truchsessischen Krieg umtobten Düsseldorf wurde vom bergischen Landschreiber Dietrich Graminäus in dem Prachtband Beschreibung derer Fürstlicher Güligscher ec. Hochzeit dokumentiert. Wilhelm der Reiche konnte den Tod seines ersten Sohns Karl Friedrich jedoch nicht verwinden und verachtete seinen Nachfolger Johann Wilhelm. Jener gab ihm kaum eine Chance, das Regieren zu erlernen und trug so das Seine dazu bei, die Herzogtümer in die Katastrophe zu steuern. Am 6. Januar 1588 ließ Papst Sixtus V. Jakobe durch seinen Gesandten mit der Goldenen Rose auszeichnen, um sie so stärker an die katholische Kirche zu binden. Nach dem Tod Wilhelms des Reichen 1592 versuchte Jakobe, das Regiment für ihren schwachen Ehemann zu übernehmen, der wegen seiner Tobsuchtsanfälle von ihr weggeschlossen wurde. Protestantisch geboren und katholisch aufgewachsen, konnte sie sich für keine der beiden konfessionellen Seiten entscheiden. Erschwerend kam hinzu, dass sie auf Grund der Impotenz ihres Mannes dem Herzogtum keinen Erben gebären konnte. Ob sie sich in Anbetracht ihrer Lage mit Liebhabern traf, ist bis heute in der Forschung umstritten. Schließlich wurde sie auf Grund jener Anschuldigungen inhaftiert und im heute noch stehenden Turm des ansonsten nach dem Brand 1872 endgültig abgerissenen Düsseldorfer Schlosses eingesperrt. Als Versuche, ihr in Rom bei der Rota und in Prag beim Kaiser den Prozess zu machen, scheiterten oder auf die lange Bank geschoben wurden, griff die katholische Partei, vertreten vor allem durch Jakobes Schwägerin Sibylle, zum Äußersten; am Morgen des 3. September 1597 wurde Jakobe tot in ihrer Kammer gefunden, nachdem sie am Abend zuvor noch Gäste empfangen und mit ihnen auf das Wohl ihres Mannes angestoßen hatte. Augenzeugenberichte legen die Vermutung nahe, dass sie erstickt oder erdrosselt wurde. Das Motiv einer solchen Tat lag auf der Hand: Es musste Platz für eine eventuell fruchtbarere Nachfolgerin geschaffen werden, die die vom Aussterben bedrohte Dynastie rettete. Am Abend des 10. September 1597 wurde die Herzogin in der Kreuzherrenkirche unter Ausschluss der Öffentlichkeit beigesetzt. Am 23. März 1820 wurden ihre Gebeine in die Lambertuskirche feierlich umgebettet. Eine Locke ihres Haares befindet sich im Düsseldorfer Stadtmuseum.

## Nachleben

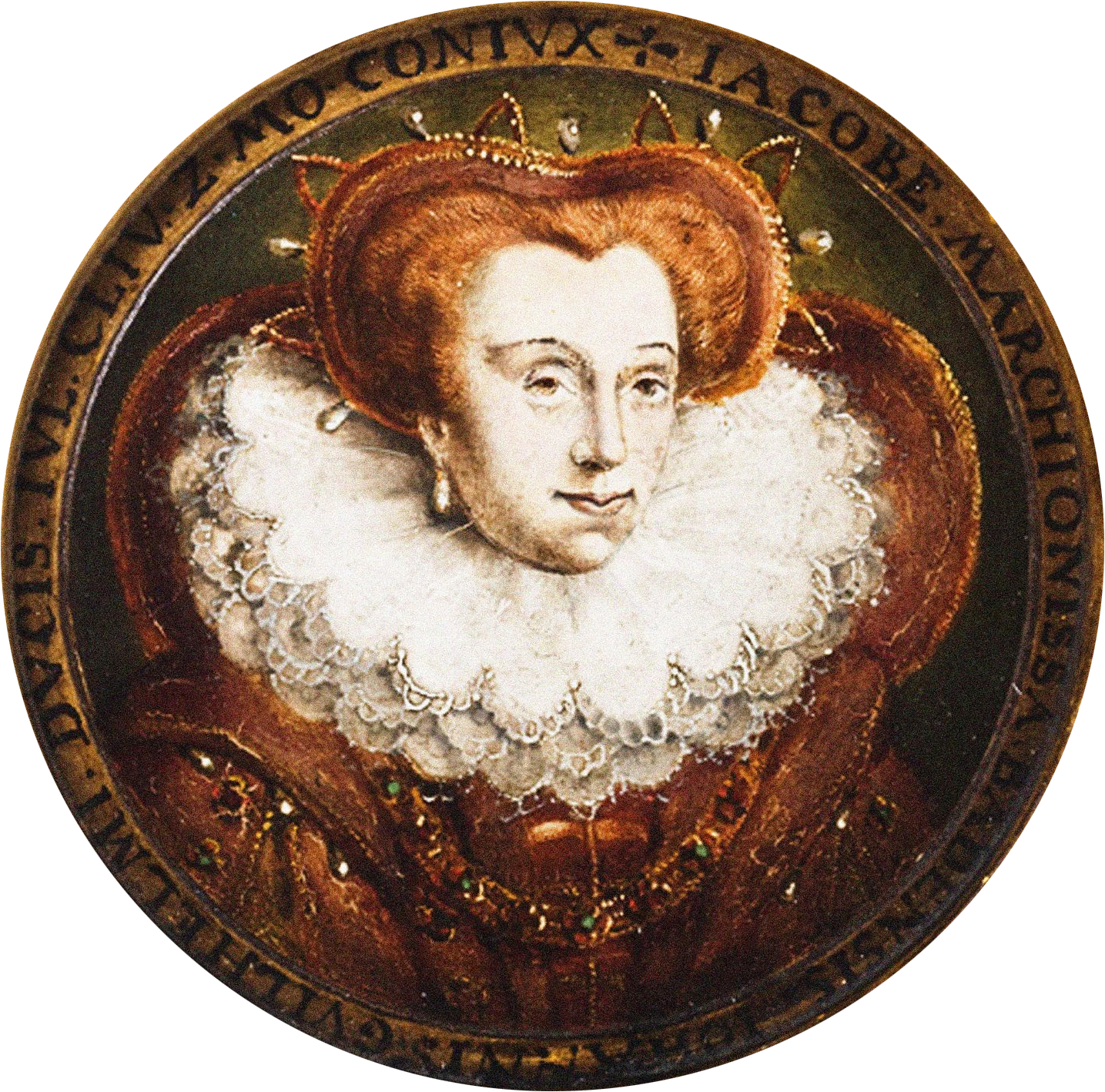
Jakobe von Baden-Baden, Tondo eines unbekannten Malers vom Anfang des 17. Jahrhunderts, Stadtmuseum Landeshauptstadt Düsseldorf

Der Vergleich Jakobes mit Maria Stuart ist nicht abwegig, aber wohl zu hoch gegriffen. Jakobe von Baden ist vor allem an ihrer Überforderung durch die verworrenen und konfessionell zerklüfteten Verhältnisse am Düsseldorfer Hof zugrunde gegangen, vor denen sie in Amusement und eine Liebschaft flüchtete. Als sich in ihrer demütigenden Gefangenhaltung alle Hoffnungen auf Hilfe durch ihre hochmögende badische und bayrische Verwandtschaft zerschlugen, bewies sie Format und Haltung. Ihr düsteres Ende hat ihr ein Nachleben als Weiße Frau eingebracht, obgleich sie zeit ihres Lebens nur die zu ihrer Zeit übliche schwarze spanische Hoftracht getragen hat. 